# Leposternon cerradensis
Leposternon cerradensis — вид плазунів з родини амфісбенових (Amphisbaenidae). Ендемік Бразилії. Описаний у 2008 році.

## Поширення і екологія
Leposternon cerradensis відомі з типової місцевості, розташованої в муніципалітеті Апоре на південному заході штату Гояс. Вони живуть в саванах серрадо.